# Aux lions les chrétiens
Aux lions les chrétiens è un cortometraggio muto del 1912 diretto da Louis Feuillade.

## Produzione
Il film fu prodotto dalla Société des Etablissements L. Gaumont.

## Distribuzione
Distribuito dalla Société des Etablissements L. Gaumont, uscì nelle sale cinematografiche francesi nel 1912. Negli Stati Uniti, uscì il 27 gennaio 1912 con il titolo The Christian Martyrs.